# أبو محمد عبد الله بن محمد
أبو محمد عبد الله بن محمد كان أمير مدرار في سجلماسة
كان ابنًا لأبي المنتصر محمد بن محمد وخلف أخاه المنتصر سامجو بن محمد، الذي أطاح به بدعم من فرقة نظمها من اثني عشر رجلًا فقط، في عام 963. واعترف على الفور بسيادة الخليفة الفاطمي.
وفي عام 976/977 (980 حسب بعض المصادر) استولى زعيم المغراوة خزرون بن فلافل، حليف قرطبة، على الإمارة بعد محاولة فاشلة سابقة، وقتل الأمير، وأُرسل رأسه إلى عاصمة الأمويين. ثم تأسست إمارة المغراوة في سجلماسة وظلت قائمة حتى الفتح المرابطي سنة 1053م.